# Каликино (Грачёвский район)
Каликино — посёлок в Грачёвском районе Оренбургской области, входит в состав Новоникольского сельсовета.

## География
Находится на расстоянии примерно 18 километров по прямой на юго-восток от районного центра села Грачёвка.

## История
Посёлок был основан как артель в начале периода коллективизации. В 1928 году здесь было учтено 16 дворов и 127 жителей. Работали колхозы «Советская Россия», «Правда», им. Степана Разина и им. 17 партсъезда. В 1987 году в посёлке было 67 дворов и 164 жителя.

## Население
Население составляло 133 человека (42 % русские, 44 % чуваши) по переписи 2002 года, 102 по переписи 2010 года.